# Узинген
Узинген (нем. Usingen) — город в Германии, районный центр, расположен в земле Гессен. Подчинён административному округу Дармштадт. Входит в состав района Верхний Таунус. Население составляет 13 406 человек (на 31 декабря 2010 года). Занимает площадь 55,83 км². Официальный код 06 4 34 011.
Город подразделяется на 7 городских районов.

## Фотографии

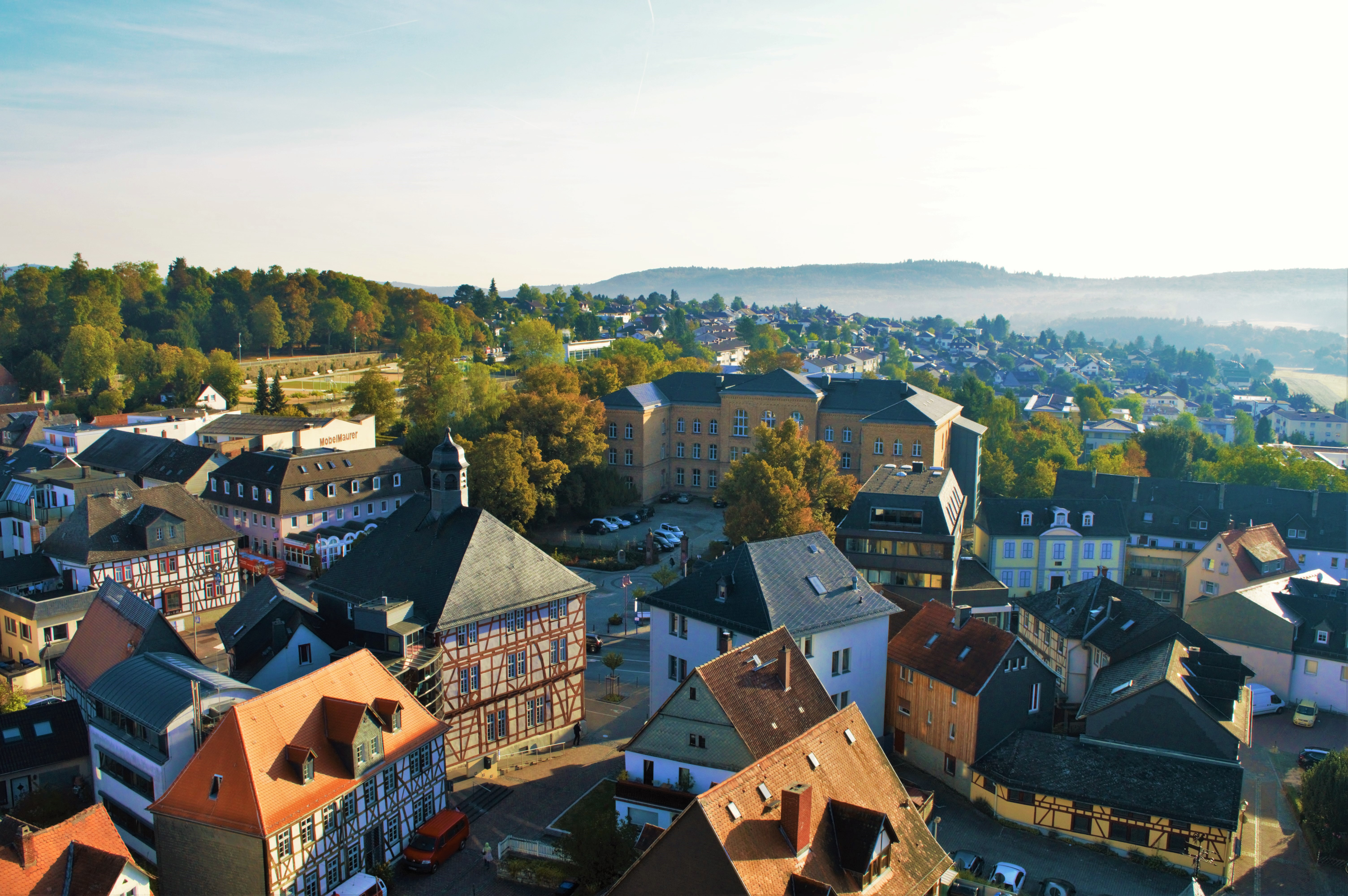
Панорама Узингена
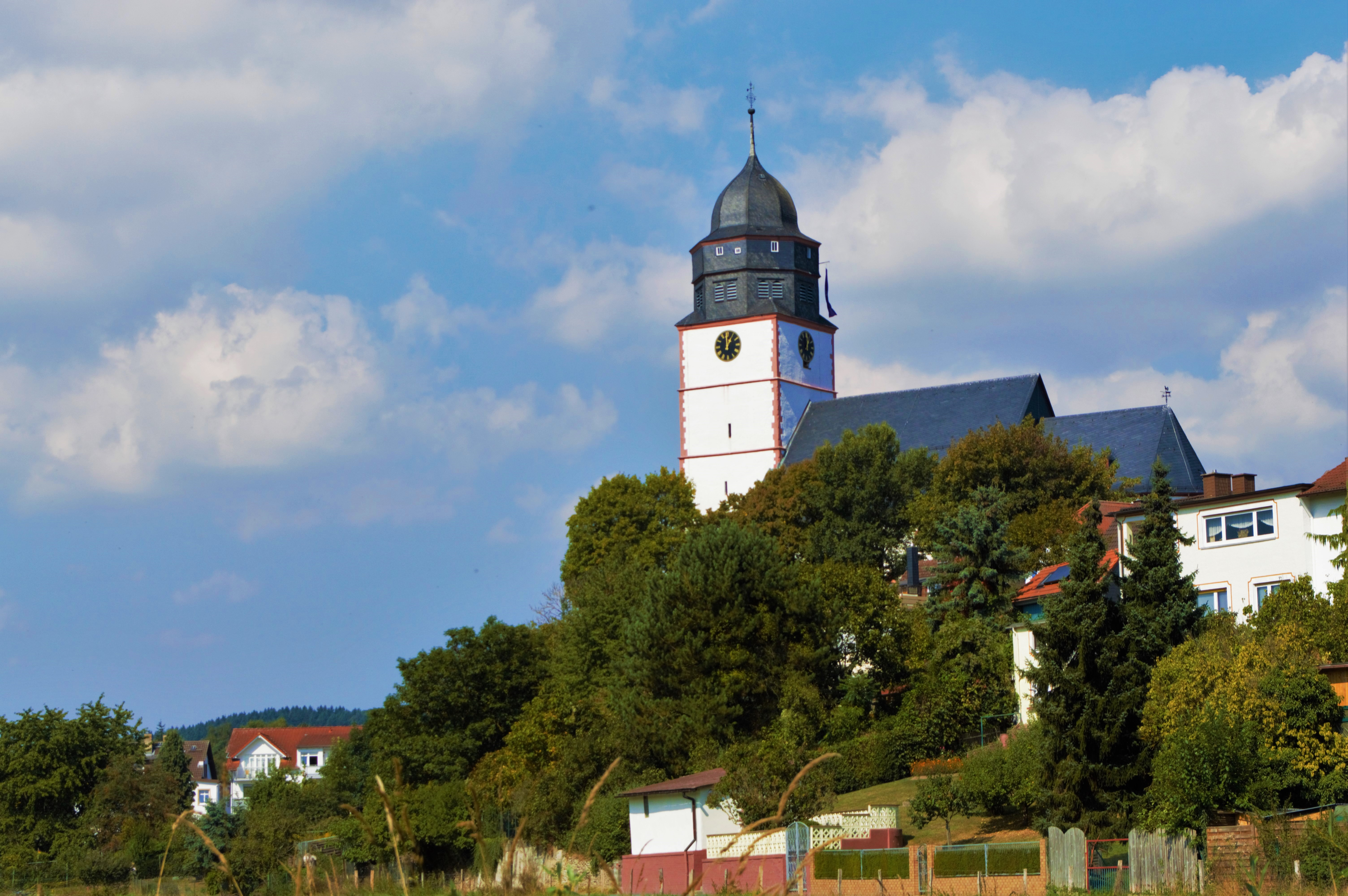
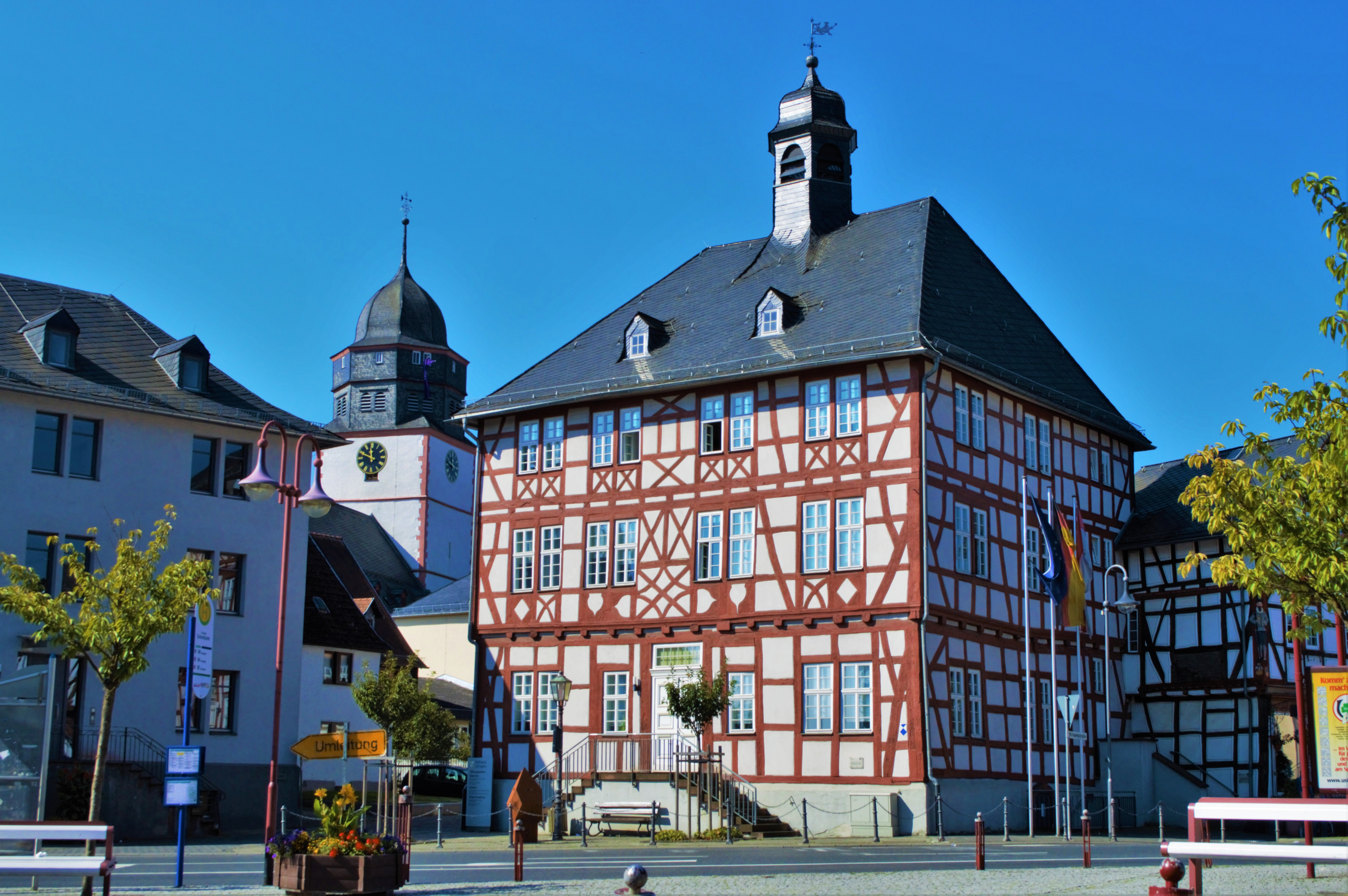
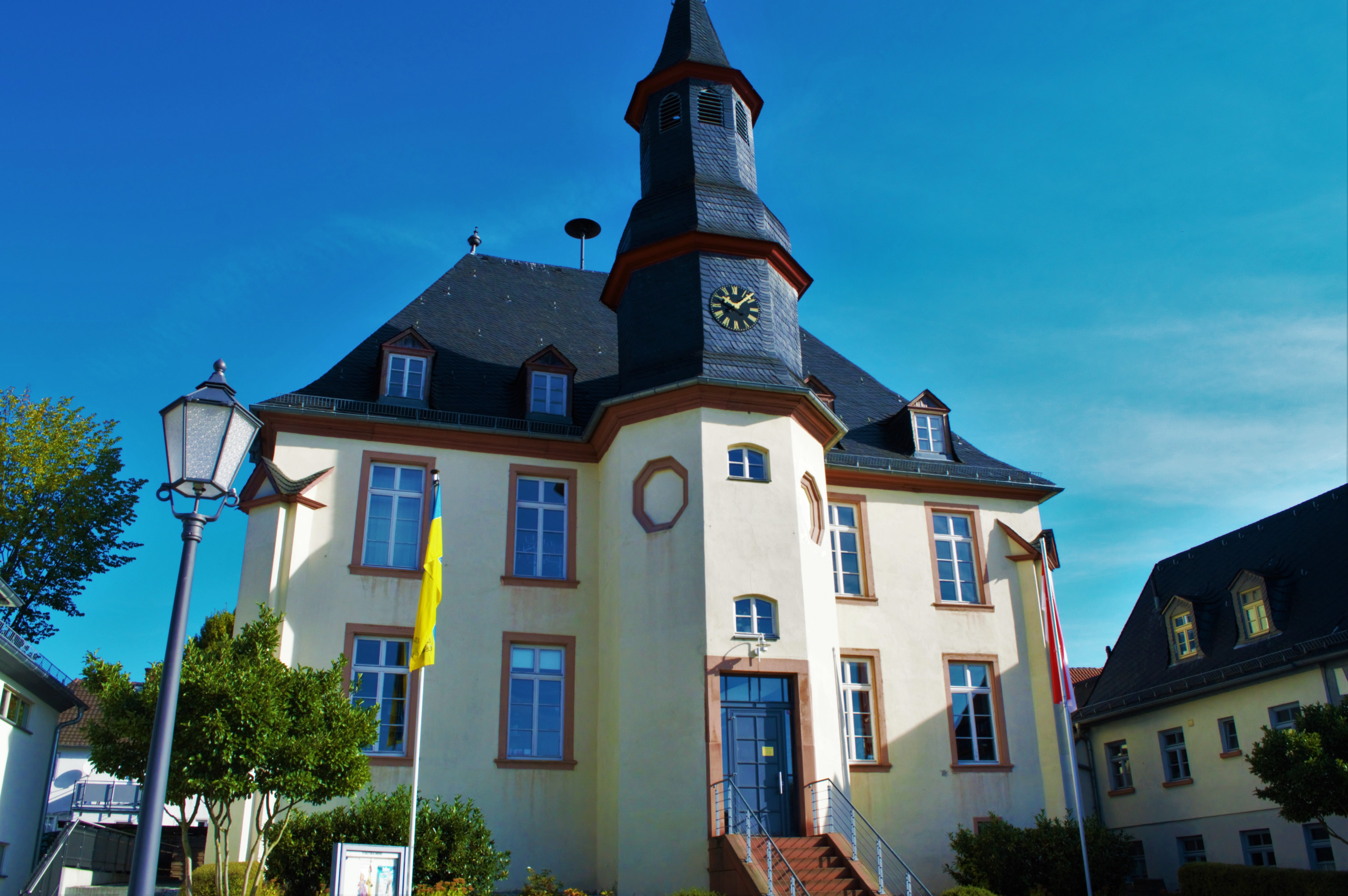
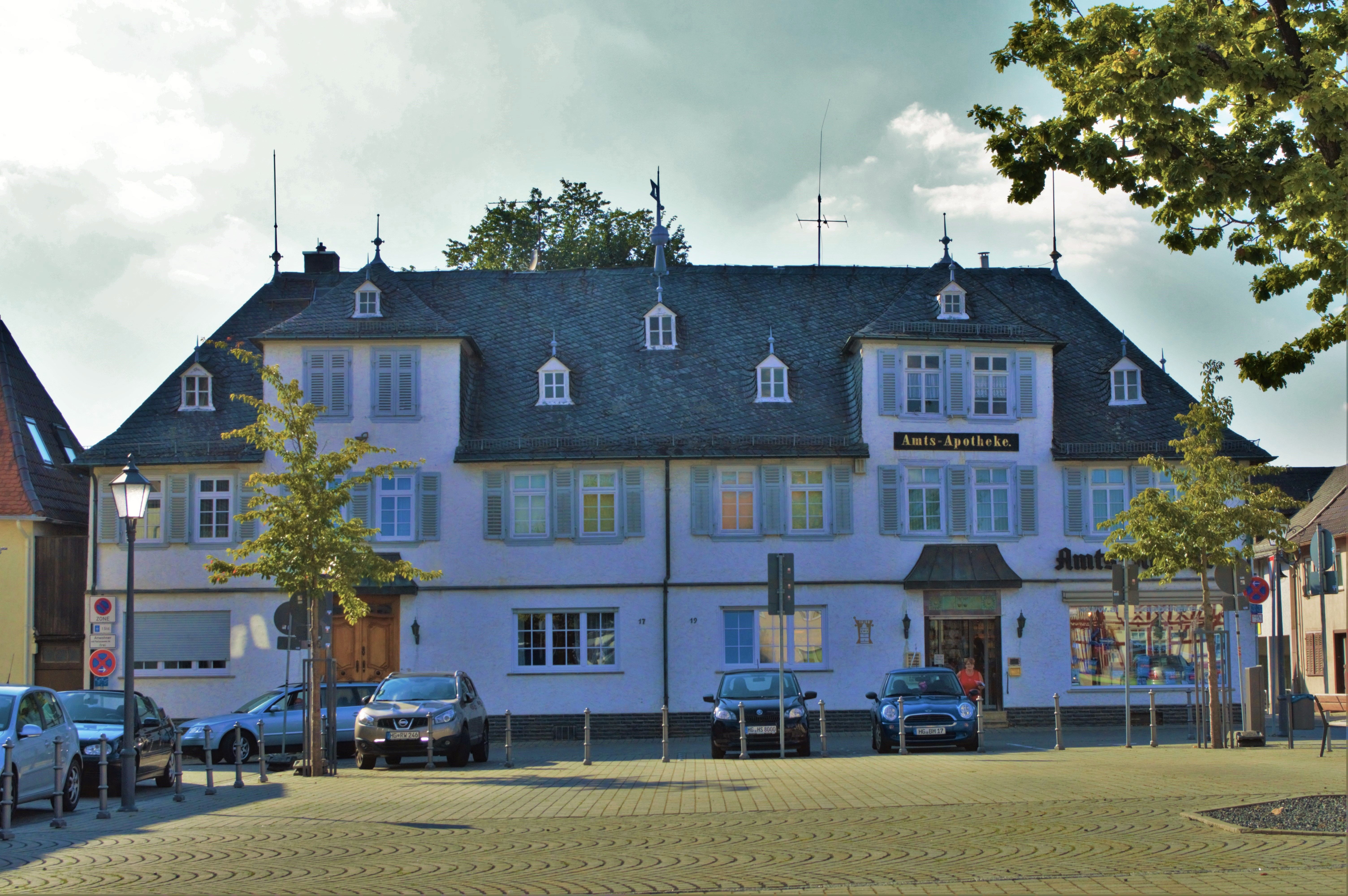
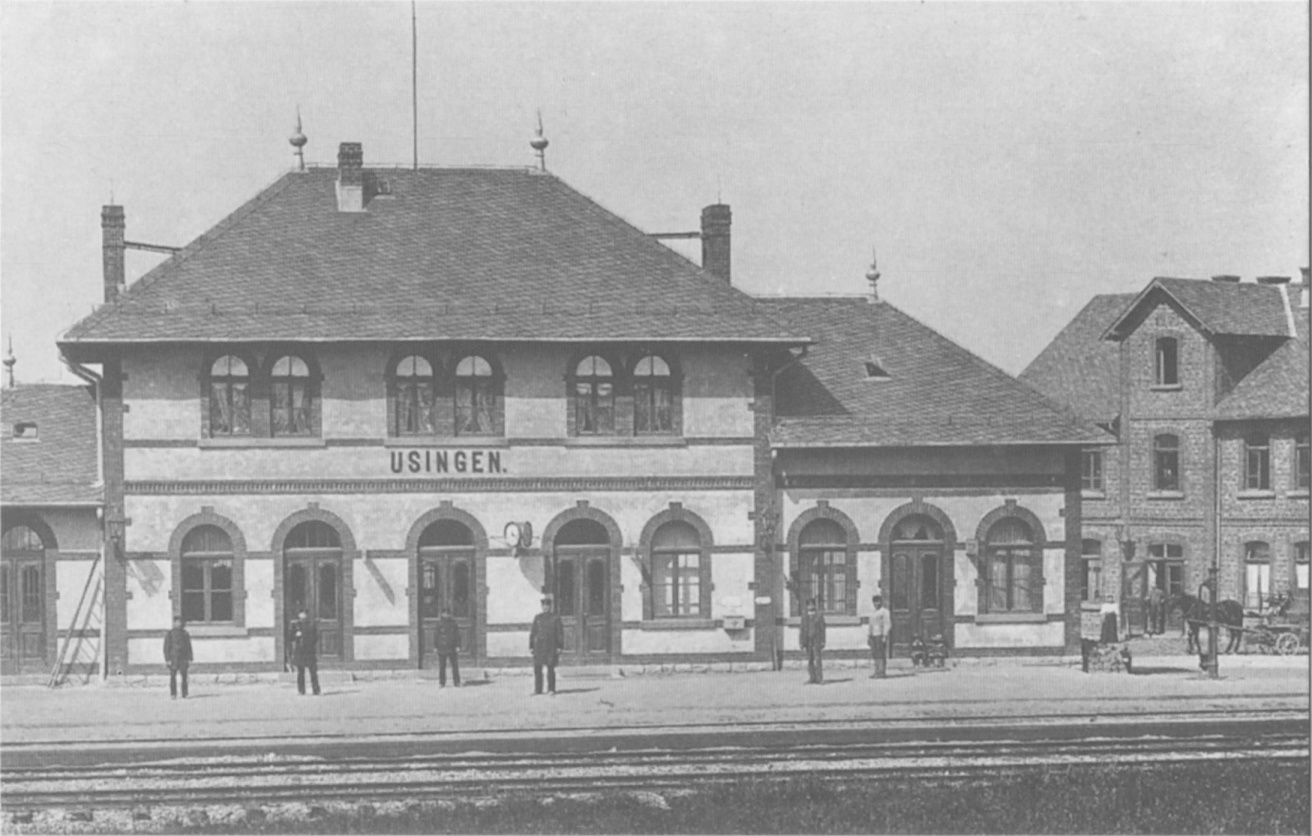

## Достопримечательности
- Крансберг (замок, Гессен)